# Studio mobile Rolling Stones
Pour les articles homonymes, voir Rolling Stones (homonymie).
 (septembre 2008).
Si vous disposez d'ouvrages ou d'articles de référence ou si vous connaissez des sites web de qualité traitant du thème abordé ici, merci de compléter l'article en donnant les références utiles à sa vérifiabilité et en les liant à la section « Notes et références ».

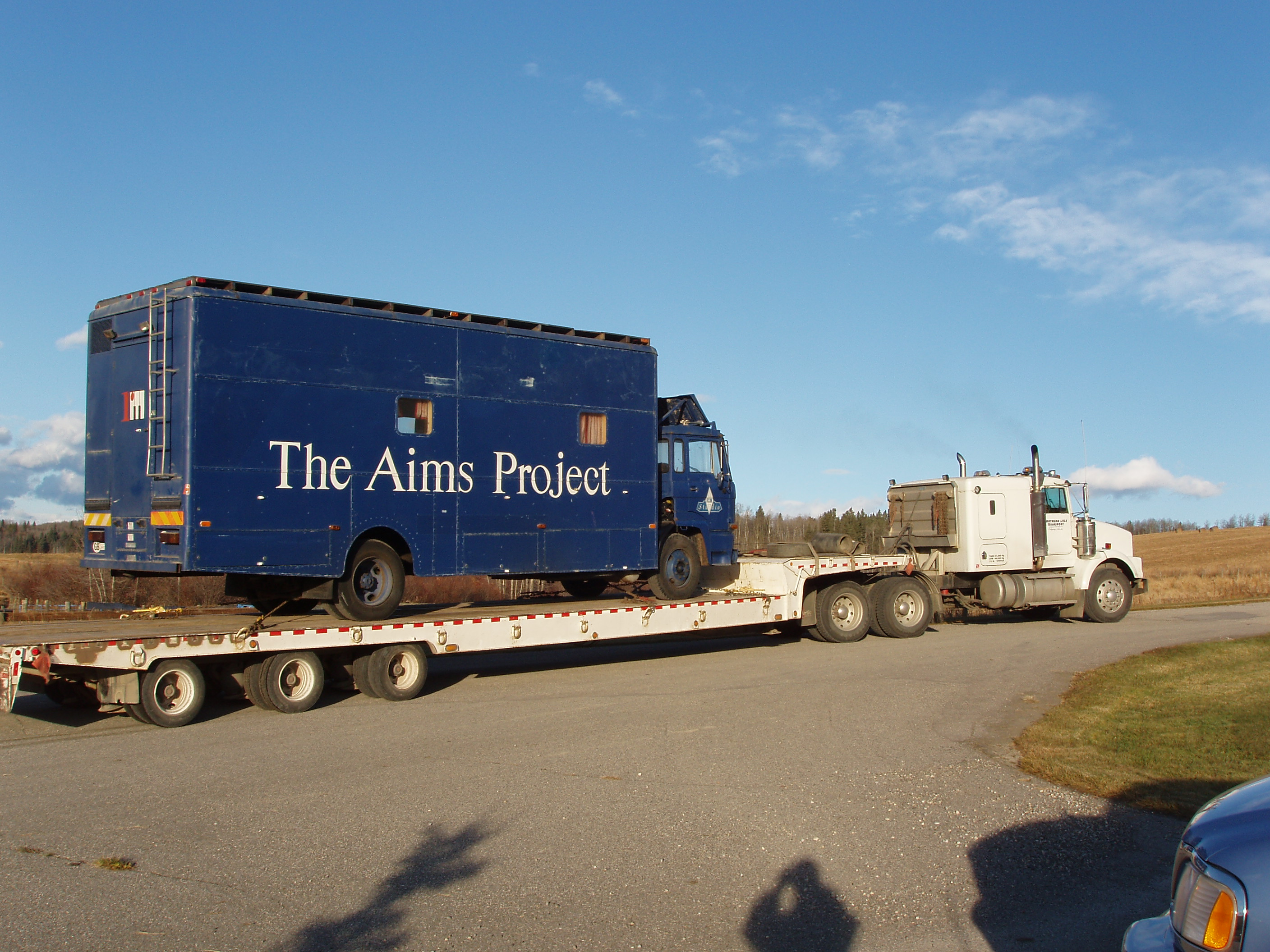
Studio mobile Rolling Stones

Le Studio mobile Rolling Stones (en anglais The Rolling Stones Mobile Studio) est un studio d'enregistrement mobile appartenant au groupe de musique The Rolling Stones. De nombreux groupes et artistes ont enregistré de la musique avec, dont Led Zeppelin, Deep Purple, Bob Marley, Horslips, Fleetwood Mac, et les Rolling Stones eux-mêmes.

## Histoire
L'idée du Studio mobile Rolling Stones naît vers 1968 lorsque les Stones sont à la recherche d'un nouvel environnement pour enregistrer. Fatigués des limitations (horaires et autres) des studios classiques, les Stones décident d'enregistrer dans le manoir récemment acheté par Mick Jagger en Angleterre (Stargroves). Tout l'équipement nécessaire doit être apporté au manoir, et Ian Stewart propose d'installer la régie dans un camion. Sur les conseils de Stewart, les meilleurs ingénieurs et producteurs, dont Glyn Johns, sont consultés pour la création du projet, lequel est confié à la compagnie Helios Electronics de Dick Swettenham. Connue grâce à ses réalisations de consoles de mixage pour des studios très sélect de l'époque, elle produit donc la première version fonctionnelle du Studio mobile Rolling Stones. D'abord uniquement destinée aux Stones, l'installation gagne en popularité parmi les autres groupes, dont The Who, The Faces, et Led Zeppelin. 
Depuis le début, le Studio mobile est assez expérimental. C'est le premier studio mobile multipistes entièrement équipé, pouvant s'adapter à n'importe quelle configuration. Lors de l'enregistrement de musique orchestrale pour le film 200 Motels de Frank Zappa, l'aluminium argenté du camion se voit constamment à l'arrière-plan. Le studio est alors totalement repeint pour passer inaperçu dans les arbres. Il garde ces couleurs plusieurs années.
Au début, le studio supporte un maximum de 20 microphones et un format d'enregistrement huit pistes. Lorsque le Mobile commence à être utilisé pour l'enregistrement live, le format huit pistes est rapidement jugé insuffisant, et le studio se dote bientôt d'une console seize pistes. 
Plusieurs classiques sont enregistrés avec le Studio mobile, dont Led Zeppelin III (1970) et Led Zeppelin IV (1971), Sticky Fingers (1971) et Exile On Main St. (1972) des Rolling Stones, ainsi que le concert légendaire au Hyde Park en 1969. Le studio peut être utilisé pour enregistrer soit des concerts en salle, soit en extérieur. Pendant la genèse du sixième album de  Deep Purple, Machine Head, le Mobile manque de prendre feu alors qu'il se trouve à côté du casino de Montreux, en Suisse, incendié lors d'un concert de Frank Zappa. Cet accident est l'inspiration de la chanson Smoke on the Water de Deep Purple, qui mentionne le Mobile dans les paroles (« We all came out to Montreux ... to make records with a mobile », en français « On est tous allés à Montreux ... pour enregistrer avec un mobile », puis référence au camion avec « Rolling truck Stones thing »).
Pendant la tournée européenne de 1973 des Rolling Stones, Mick McKenna joint la compagnie, et travaille avec Ian Stewart, jusqu'à la mort prématurée de ce dernier en 1985, au développement du studio en réponse aux changements des formats de travail. Les quelques années suivantes, la grande reconstruction commence et le Mobile est amélioré. La console seize pistes est améliorée et compte vingt-quatre pistes, 12 nouvelles sorties sont ajoutées aux 20 existantes, et une grande partie du travail est consacrée à l'environnement acoustique du studio.
En 1979, le Mobile est allé jusqu'en URSS pour enregistrer une interprétation du ballet Gayaneh de Khatchatourian. Ce spectacle s'accompagne d'un orchestre de 72 instruments et est plus tard joué dans les salles de cinéma du monde entier. Plus tard, le Mobile se rend jusqu'en Grèce pour un concert à l'Acropole de Nana Mouskouri, qui revient sur ses terres après un exil de 21 ans.
Dans les années 80, le travail est axé sur des produits radio et/ou télédiffusés, généralement pour des clients britanniques majeurs comme la LWT (London Weekend Television), la BBC, Capitol Radio, ou encore la Tyne Tees Television. Ceci accélère la mise en place d'un système de synchronisation en 1982. Cet ordinateur permet aux bandes audio et vidéo de défiler de façon synchrone, et rend possible la création de bandes-son complètes pour des séries TV, incluant des passages de Miles Davis, Willie Nelson, Paul Young, ou The Chieftains. 
En 1987 Bill Wyman crée le projet AIMS (pour Ambition Invention Motivation Success) qui permet aux groupes récents de disposer du Mobile pour produire des démos de qualité supérieure. Le producteur Terry Taylor et Mick McKenna travaillent sur une soixantaine de morceaux sur toute la durée du projet, qui se termine par un spectacle au Royal Albert Hall en février 1988. L'inscription jaune sur fond bleu correspond aux couleurs du sponsor du projet, PERNOD. 
Le Mobile revient ultérieurement sur le marché commercial, marché devenu extrêmement compétitif, tant au point de vue financier qu'au point de vue technique. Il garde une activité jusqu'à sa fermeture en avril 1993. Les derniers enregistrements de ce studio sont de Chris Jagger, frère de Mick Jagger des Rolling Stones, et de son groupe Atcha!, aux studios Pinewood. 
En 1996 le Mobile, encore intact, est racheté par un gérant de studio privé de New-York. Après une petite rénovation, il est associé à la musique underground de New-York; enregistrements : Patti Smith, The Ramones, et environ 30 autres groupes au Continental pour l'album Best of NYC Hardcore ; Matador Records retient le Mobile pour la célébration de son 10e anniversaire en 1999, avec les alumni du label, au Irving Plaza. Il reste en service à New-York jusqu'à la fin de l'année 2000.
Finalement, le studio est vendu aux enchères et appartient aujourd'hui à la fondation Cantos Music à Calgary, Alberta, Canada.

## Principaux projets

### Singles
- Smoke on the Water -- Deep Purple
- No Woman No Cry -- Bob Marley & the Wailers
- Bring Your Daughter To The Slaughter -- Iron Maiden

### Albums
- Exile on Main Street -- The Rolling Stones
- Machine Head -- Deep Purple
- Burn -- Deep Purple
- Happy to Meet - Sorry to Part -- Horslips
- Led Zeppelin III -- Led Zeppelin
- Led Zeppelin IV -- Led Zeppelin
- Houses of the Holy -- Led Zeppelin
- Moonflower -- Santana
- No Prayer for the Dying -- Iron Maiden
- Penguin -- Fleetwood Mac
- Live! -- Status Quo